# Erysimum maderense
Erysimum maderense är en korsblommig växtart som beskrevs av Adolf Polatschek. Erysimum maderense ingår i släktet kårlar, och familjen korsblommiga växter. Inga underarter finns listade i Catalogue of Life.